# Eulepidotis ornatoides
Eulepidotis ornatoides là một loài bướm đêm trong họ Noctuidae.